# Вісник Російського географічного товариства
Вісник імператорського Російського географічного товариства (рос. Вестник императорского Русского географического общества, Известия Русского географического общества) — науковий журнал Російського географічного товариства.
Журнал виходив в Петербурзі в період 1851–1857 років шість разів на рік, а з 1858 по 1860 рік — щомісячно, був продовженням журналу «Географические известия».
Редакторами журналу «Вісник імператорського Російського географічного товариства» (рос. Вестник императорского Русского географического общества) в різний час були: А. А. Краєвський, В. А. Мілютин, Є. І. Ламанський та інші.
Журнал друкував протоколи засідань товариства, статті по географії, етнографії, матеріали експедицій і мандрівок, дослідження з історичної географії, огляди діяльності російських та закордонних наукових закладів, а також бібліографічні замітки.
- З 1861 року журнал виходив під назвою «Записки імператорського Російського географічного товариства» (рос. Записки императорского Русского географического общества).
- У 1920-і рр. — «Известия Государственного географического общества»,
- до 1991 — «Известия Всесоюзного географического общества»; современное название с 1992

На офіційному сайті сучасного Російського географічного товариства існує розділ, присвячений журналові.
Головний редактор — доктор географічних наук, професор В. М. Розумовський.

## Джерело
- «Известия Всесоюзного Географического общества» // Большая советская энциклопедия: [в 30 т.] / гл. ред. А. М. Прохоров. — 3-е изд. — М. : Советская энциклопедия, 1969—1978.(рос.)